# Maksim Glouchenkov
Maksim Aleksandrovitch Glouchenkov (en russe : Максим Александрович Глушенков), né le 28 juillet 1999 à Smolensk en Russie, est un footballeur international russe qui évolue au poste d'attaquant au Zénith Saint-Pétersbourg.

## Biographie

### En sélection
Le 24 septembre 2022, Glushenkov honore sa première sélection avec l'équipe de Russie lors d'une victoire 2-1 en amical contre le Kirghizistan.
Il marque ses premiers buts près de trois ans plus tard, le 25 mars 2025 contre la Zambie (5-0).
| Buts internationaux de Maksim Glushenkov | Buts internationaux de Maksim Glushenkov | Buts internationaux de Maksim Glushenkov | Buts internationaux de Maksim Glushenkov | Buts internationaux de Maksim Glushenkov | Buts internationaux de Maksim Glushenkov | Buts internationaux de Maksim Glushenkov |
|                                          | Date                                     | Lieu                                     | Adversaire                               | Score                                    | Résultat                                 | Compétition                              |
| ---------------------------------------- | ---------------------------------------- | ---------------------------------------- | ---------------------------------------- | ---------------------------------------- | ---------------------------------------- | ---------------------------------------- |
| 1                                        | 25 mars 2025                             | VTB Arena, Moscou, Russie                | Zambie                                   | 1 - 0                                    | 5 - 0                                    | Match amical                             |
| 2                                        | 25 mars 2025                             | VTB Arena, Moscou, Russie                | Zambie                                   | 3 - 0                                    | 5 - 0                                    | Match amical                             |
| 3                                        | 25 mars 2025                             | VTB Arena, Moscou, Russie                | Zambie                                   | 4 - 0                                    | 5 - 0                                    | Match amical                             |

## Palmarès
| FK Tchertanovo Moscou (1) - Championnat de Russie D3 : - Champion en 2017-2018 |  | Zénith Saint-Pétersbourg (1) - Supercoupe de Russie : - Vainqueur en 2024 - Championnat de Russie : - Vice-champion en 2024-2025 |

### Distinctions individuelles
- Meilleur passeur du championnat de Russie 2023-2024[6]
- Joueur du mois en championnat de Russie en juillet/août 2024[7]